# Athetis kitti
Athetis kitti är en fjärilsart som beskrevs av Hans Rebel 1913. Athetis kitti ingår i släktet Athetis och familjen nattflyn. Inga underarter finns listade i Catalogue of Life.